# Metaleptobasis quadricornis
Metaleptobasis quadricornis – gatunek ważki z rodziny łątkowatych (Coenagrionidae). Występuje na terenie Ameryki Południowej.